# 181-я улица (линия Бродвея и Седьмой авеню, Ай-ар-ти)
|   |   |   |   |
| · | · | · | · |

|   |   |   |   |
| · | · | · | · |

«181-я улица» (англ. 181st Street) — станция Нью-Йоркского метрополитена, расположенная на линии Бродвея и Седьмой авеню, Ай-ар-ти.  На станции останавливается маршрут 1 (круглосуточно). Станция представлена двумя боковыми платформами, обслуживающими два пути.
Станция была открыта 16 марта 1906 года, как часть продления линии после её открытия 27 октября 1904 года.
Эта станция — одна из трёх во всём метрополитене, на которые можно попасть только на лифте. Остальные две — это соседняя 168-я улица, а также расположенная на той же линии в Бруклине Кларк-стрит.
Рядом со станцией расположены Иешива-университет и мост Джорджа Вашингтона.
- Вход на станцию
- Вид станции до обрушения потолка в 2009 году